# Casone (architettura)

Esempio di casone della zona di Mogliano Veneto (TV)

Un casone di Curtarolo (PD); i casoni della Padovana si caratterizzavano per una struttura più articolata.

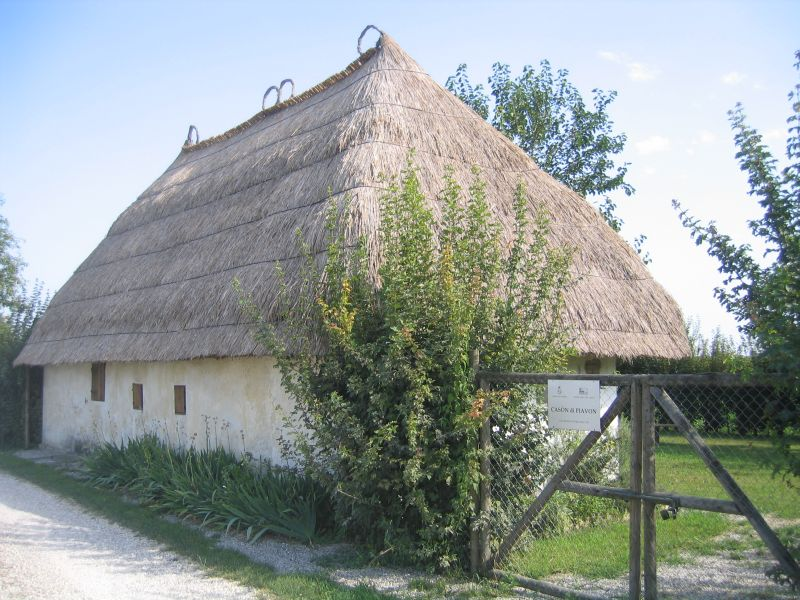
Il Casón di Piavon, recuperato dal comune di Oderzo (TV)

Il casone (in veneto caxon [kaˈzoŋ]) è un edificio rurale a pianta rettangolare, con tetto a spioventi ricoperto di paglia, pareti in muratura o rami e paglia, un tempo diffuso soprattutto nella campagna padovana e nell'area lagunare da Grado a Comacchio. Veniva utilizzato come abitazione, o come ricovero per attrezzi agricoli, fieno o imbarcazioni.
Una tipologia simile di abitazione era diffusa anche nel Basso bolognese e nel Basso ferrarese.
Nel Lodigiano e nel Pavese il termine casone indicava l'edificio adibito alla fabbricazione del formaggio.

## Storia

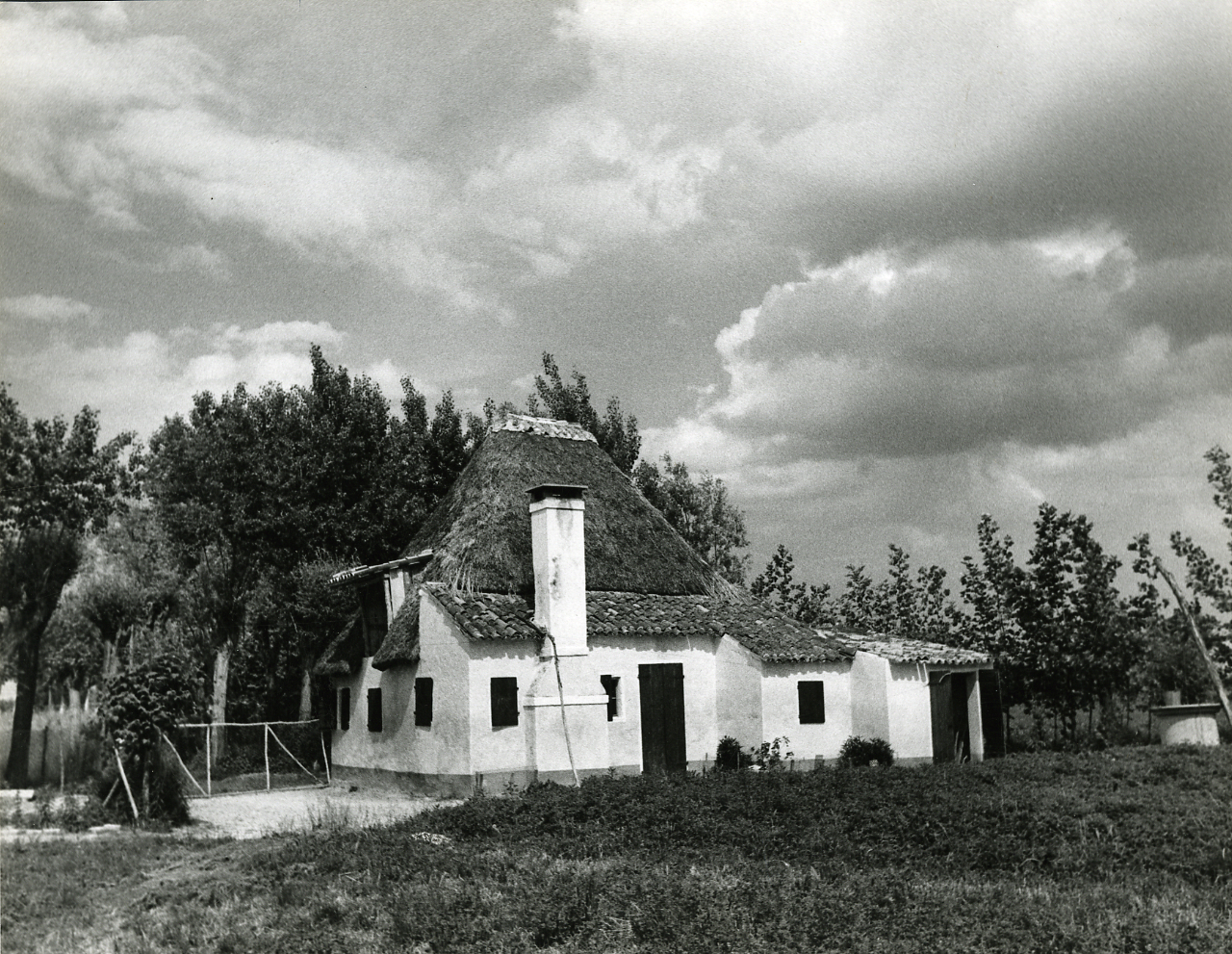
Il casone di Natalina Delfini (Corte di Piove di Sacco), fotografato nel 1970 da Paolo Monti: è il "casone rosso" tuttora esistente.

"Casone" è l'accrescitivo di "casa" termine che, se oggi si riferisce genericamente a un'abitazione, anticamente indicava una povera costruzione rurale, ovvero una capanna. Sin dai tempi più antichi c'era infatti l'usanza di costruire semplici ricoveri utilizzando frasche e paglia, che con il tempo si sono evoluti in strutture più complesse con perimetro in muratura.
La diffusione del casone si deve alle trasformazioni che coinvolsero l'economia della terraferma veneta nel XV secolo, dopo la conquista della Serenissima. In questo periodo si passa da un'agricoltura di sussistenza a un'agricoltura commerciale, i cui prodotti non sono più destinati al mantenimento dei contadini, ma all'arricchimento dei nuovi proprietari patrizi. Contribuiscono a questa evoluzione l'introduzione di nuove colture da oltreoceano e la bonifica delle zone paludose.
Questa situazione portò a una crescente richiesta di manodopera che spinse i latifondisti a concedere ai mezzadri e alle loro famiglie la costruzione di un'abitazione sullo stesso fondo che lavoravano. Poiché l'erezione di un edificio in muratura è troppo dispendiosa, sia in termini di materiali che di manodopera specializzata, i contadini costruiscono da sé la propria abitazione servendosi delle risorse che trovavano in natura: argilla per i mattoni, erbe palustri e paglia per il tetto, legname per i serramenti. Comparve al contempo il mestiere del casoniere, lo specialista che sovrintendeva alla costruzione.
Il casone si diffuse principalmente nelle aree più prossime alle lagune (come la Saccisica), poiché si ispiravano ai ricoveri in uso negli ambienti palustri. Con il tempo si evolsero in strutture sempre più complesse, raggiungendo una fisionomia precisa e consolidata tra il Cinque e il Seicento.
Nella prima metà del Novecento il casone attraversò un rapido declino, visto sia dalle autorità, sia dagli stessi contadini, come un'abitazione squallida e inadeguata alla modernità. Si diffuse - a torto - l'idea che alcune malattie dipendessero dalla vita disagevole del casone, mentre i casonieri diventavano sempre più rari.
Questa tendenza fu favorita più tardi dal regime fascista, che indisse una campagna per sostituire i casoni con più consone casette in muratura. Il piano fu efficace, se si pensa che nel solo comune di Piove di Sacco i casoni passarono dagli oltre trecento dei primi del Novecento ai meno di cento degli anni 1940.
Durante il secondo conflitto mondiale questa politica si interruppe bruscamente, riprendendo con ancora maggior vigore nel dopoguerra, quando alcuni esponenti veneti della Democrazia Cristiana presentarono in parlamento un disegno di legge per l'abbattimento dei casoni rimasti. L'esecuzione del provvedimento non fu però facile, dato che molti abitanti di casoni erano proprietari dell'edificio ma non del terreno su cui insisteva o, viceversa, erano proprietari del fondo ma vivevano nel casone in affitto. Superate queste difficoltà, le demolizioni procedettero rapidamente.
Attualmente sussistono pochissimi casoni in tutto il Veneto, perlopiù recuperati a scopo etnografico.

## Struttura
La tipica struttura del casone è di forma rettangolare, anche se ci sono a volte casoni con base quadrata; i suoi muri sono perimetrali e uniformi, e le porte e le finestre sono spesso di piccole dimensioni
La costruzione del casone era affidata ad una persona specializzata, chiamata il “casonaro” (casoniere). La struttura del casone non è sempre stata la stessa, è cambiata negli anni con la scoperta di nuovi materiali. Si iniziarono ad usare i mattoni cotti al sole e ricoperti di calce al posto dei rami della palude; il fango, le erbe e cannucce palustri e la paglia venivano usati in misura minore. La costruzione era spesso priva delle fondamenta e, se esistenti, erano molto semplici. Il pavimento era normalmente in terra battuta, ma poteva essere piastrellato con mattonelle in cotto (dette tavełe).
Le pareti esterne erano l'unica parte in muratura e su queste poggiava il tetto, molto spiovente, a forma di cono. Nei primi casoni non c'era il camino e il fuoco che veniva prodotto sfuggiva attraverso il tetto depositando la cenere sulla paglia, rendendolo così impermeabile. La struttura del tetto, tipica dei casoni, è rimasta invariata per molto tempo. Quest'ultimo elemento è sicuramente il più peculiare del casone e ricorda il cottage delle isole britanniche. A differenza di questi, però, era costituito da canne palustri poggianti su travi e legate insieme a mo' di canestro. Il sottotetto serviva da pagliaio e comunicava con la sottostante stalla tramite una botola (raramente, comunque, i contadini potevano permettersi del bestiame proprio).
Le pareti interne erano invece formate da graticci e pali poi ricoperti di argilla (consuetudine diffusa anche nelle costruzioni di Venezia). Per la dipintura, si usava la calce.
Talvolta le finestre delle stanze più grandi (di solito la cucina) davano su un portico rivolto a sud. Il caminetto, molto ampio, si trovava a ridosso delle pareti.
Non tutti i casoni veneti sono uguali: quello padovano è diverso dagli altri casoni presenti in Veneto per la sua struttura “a spirale”. Nella fase di ampliamento di un casone solitamente si aggiungeva una nuova stalla alla struttura già esistente, trasformando quella vecchia in camera; questo risultava più complicato nei casoni padovani proprio a causa della loro struttura con pianta quadrangolare che limitava l’ampliamento sia della parte abitativa, sia del tetto a falde molto inclinate. Le falde erano molto inclinate per garantire lo scolo dell’acqua ed erano facilmente permeabili, formate da mannelli di canna palustre accostati e legati all'orditura.
Tutti i casoni veneti non erano alti più di due piani perché la costruzione sarebbe stata troppo complicata e ci sarebbe dovuta essere una scala di facile accesso al piano superiore, oltre a delle pareti dimensionate per sostenere carichi più pesanti del solo fieno.
Nella zona della Saccisica, le regole edilizie seguite per la costruzione dei casoni rispettavano l’antica tradizione di usare mattoni di argilla cotti al sole e cannello e pavera colti in barena; la loro struttura è molto resistente grazie alla vegetazione spontanea e naturale resa forte dalla brezza che porta salsedine marina.
Il casone ha bisogno di una continua manutenzione, la parte più fragile è il tetto in canna palustre: doveva essere continuamente "pettinato" e pulito sia per evitare il ristagno di umidità, o il formarsi di muffe o, addirittura di muschi, sia per l'attacco di insetti in caso di eccessiva siccità, sia, infine, per il formarsi di buchi a causa del vento.
Il tetto, inoltre, era a rischio incendio in quanto spesso capitava che alcune faville del focolare, che utilizzavano per riscaldarsi, arrivassero fino al tetto, incendiandolo. 
Non a caso, molte persone assicuravano il loro casone contro gli incendi.
Pur essendo una costruzione semplice, il casone era soggetto a regole costruttive che venivano tramandate di generazione in generazione: il modo in cui veniva orientata la costruzione era essenziale per proteggere le piccole aperture dai venti dominanti e per usufruire dell'azione del sole. Una buona direzione era quella ottenuta con un asse nord-est sud-ovest; questa non sempre era possibile in quanto il casone veniva costruito in zone di terreno incolto e poco produttivo, o lungo canali e strade di distribuzione interna al latifondo di pertinenza.

### Vita all'interno dei casoni
Alcuni casoni presentavano sulla facciata un portichetto con molte porte che portavano nelle varie stanze; altri, invece avevano una piccola porta che dava ad un corridoio, su cui si distribuivano gli accessi ai vari locali. In tutti i casoni la stanza principale era la cucina che conteneva al suo interno il focolare. La cucina era sempre rivolta verso sud per sfruttare il più possibile il calore e luce del sole.
L'arredo della cucina era costituito principalmente da un tavolo e poche sedie; in alcuni casi c'era un mobile per contenere le stoviglie che si usavano quotidianamente e la farina per fare la polenta, uno dei cibi di cui le famiglie disponevano più facilmente. Non mancavano però alcuni elementi di arredo come tegamini in rame, piatti di porcellana e oleografie, che venivano appesi ad una parete, su una mensola o sulla cimasa della cappa del camino.
Semplici, ma sempre ben ordinate apparivano le stanze da letto. Il letto era formato da un grande giaciglio fatto di due cavalletti con sopra alcune tavole di legno e il pagliericcio, cioè un sacco di tela che conteneva cartocci di granoturco, che ogni mattina venivano rimossi per renderlo più soffice e confortevole quando ci si coricava.
Se il casone era spazioso, si teneva anche un comò a più cassetti in cui veniva riposta la biancheria delle diverse persone che abitavano in famiglia e altre cose di un certo pregio.
Non era raro trovare all'interno dei casoni una stampa con l'immagine della Sacra Famiglia appesa ad una parete a capo del letto e un'acquasantiera con dentro l'acqua benedetta per il segno della croce, prima di addormentarsi e al risveglio di ogni nuovo giorno.
Importante era anche la stalla, posta, per motivi igienici, sul lato nord, cioè nella parte più fredda e quindi maggiormente idonea a questo uso. Si tenevano animali da cortile, una mucca per avere il latte e a volte anche un asino, che serviva per diversi scopi, dal trasporto di persone e materiali a lavori nei campi. Gli animali rappresentavano la più grande risorsa economica per la famiglia e molto spesso finivano per vivere insieme alle persone sotto lo stesso tetto.

## I casoni lagunari
Con il termine casone si indicano anche le antiche abitazioni di canna palustre utilizzate dai pescatori e dai cacciatori durante i periodi di pesca e di caccia delle lagune di Venezia, di Caorle, di Marano e di Grado. Tuttavia, questi hanno ben poco a che vedere con le abitazioni rurali di cui si è appena parlato. Questa variante rappresenta il legame tra l'uomo e la laguna, che per molto tempo è stata l'unico mezzo di sostentamento per le popolazioni di queste terre.
La pianta è di forma ovale, la lunghezza totale generalmente è il doppio della larghezza e l'altezza è poco minore della lunghezza. Il telaio è costituito da pali e assi di legno, mentre la copertura è formata da strati di canna palustre (con le foglie rivolte verso il basso). Quest'ultima. causa deterioramento, deve essere rifatta ogni 4 o 5 anni, in base allo stato in cui si trova: viene rimosso lo strato più esterno e viene sostituito con delle nuove canne raccolte in laguna.
La grandezza dei casoni dipendeva da quante famiglie lavoravano all'interno: nei casoni più piccoli si lavorava a livello familiare, mentre in quelli più grandi lavoravano le compagnie di pesca, formate da più famiglie.
All'interno si trova generalmente la tavola al centro, il focolare più avanti e i letti attorno al perimetro (Rialzati di circa un metro da terra per evitare le acque alte). Inoltre, si possono trovare tavoli da lavoro su un lato e la cucina sull'altro. In origine non erano presenti le finestre e il camino.
Il casone era sempre accompagnato dalle "Cavane", strutture di canna palustre sotto cui venivano riposte le barche.

## I casoni palustri dell'Emilia
Una tipologia molto simile di casone era diffusa fino al XIX secolo anche più a sud, nelle zone della bassa bolognese e ferrarese. In questo caso si trattava soprattutto di misere case di pescatori che lavorano nelle paludi della zona (Valli di Comacchio, paludi di Marmorta e Argenta, valli di Marrara e nelle paludi presso Malalbergo). Erano costruzioni simili ai casoni lagunari veneti, ma a differenza di questi ultimi, spesso non erano ricoveri isolati ma bensì creavano piccoli borghi stabili di pescatori. Con la progressiva bonifica delle paludi, sparirono anche queste tipologie abitative.

## I casoni lodigiani
Con il nome di casone si indicavano gli edifici, altrove dette casere, che ospitavano le attrezzature per produrre il formaggio, in particolare il grana. Se piccoli, prendevano il nome di casello. Lo ricordano ancora alcuni toponimi nella zona, Casoni, frazione di Borghetto Lodigiano, e il paese di Caselle Landi.

## I casoni istriani (casite)
In Istria un tipo di piccole costruzioni rurali in pietra a secco (analogo al trulli pugliesi) è detto casita e noto anche nelle varianti caseta, cason (kažun in ciacavo), a seconda delle aree; in Dalmazia è detto bugna, sull'isola di Lesina trimi e nella zona di Ragusa è conosciuto come kućarice e chiamato anche komarda e čemer.

## I casoni della Saccisica
La Saccisica è una zona collocata tra Padova e la laguna veneta. Ha la caratteristica di essere molto bassa e pianeggiate, quasi al livello del mare. L'origine di questo nome è stata affidata a diverse interpretazioni; la versione più affidabile e accreditata è la derivazione dalla morfologia del suo territorio, in cui i fiumi Bacchiglione, Brenta avrebbero dato origine ad una sacca assieme alla laguna. Questa ipotesi è comprovata perché già attorno al 1700 d.C. nei testi e documenti il nome Sacco viene utilizzato con il significato di insenatura naturale senza sbocco.
Il termine Saccisica appare per la prima volta nel documento con cui Berengario I, re d’Italia e futuro imperatore, concesse il territorio in privilegio al vescovo di Padova, Pietro, suo arcicancelliere.
A Piove di Sacco i casoni erano circa trecento attorno agli anni '40; oggi nell'intera zona della Saccisica ne sono rimasti tre, visitabili e aperti al pubblico.

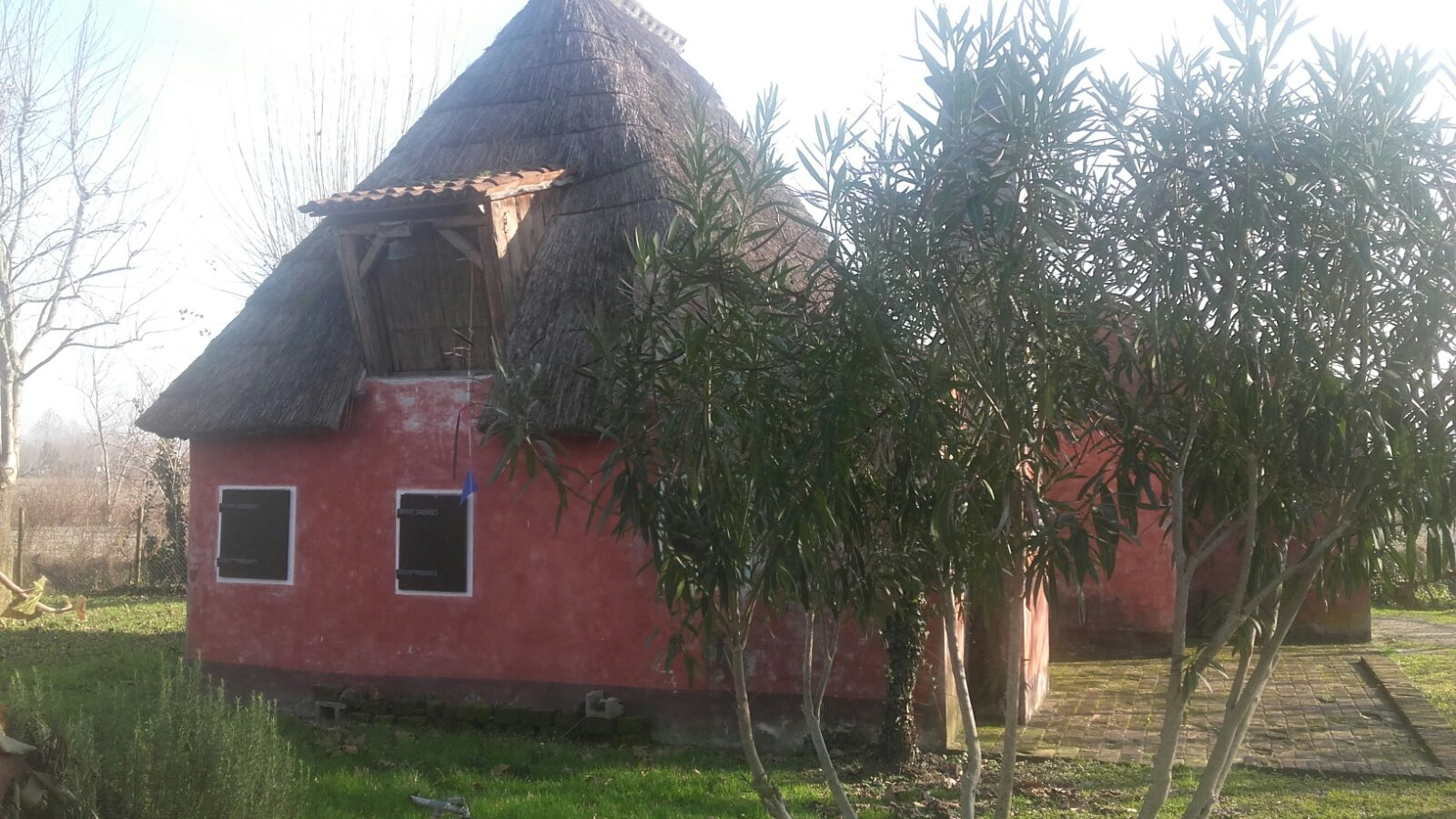
Casone Rosso di Corte (Piove di Sacco)

### Casone Rosso
Il casone Rosso è situato a Corte, una frazione di Piove di Sacco, in via Fiumicello. 
È stato costruito nel 1800 ed è stato abitato da una famiglia fino agli inizi del 1990. 
Dal 1993 è destinato solo alle visite dopo un'attenta ristrutturazione a causa di un incendio subito nel 1993. 
La ricostruzione è stata fatta in maniera molto accurata, tenendo conto delle caratteristiche originali della struttura, rispettando proprio i tratti peculiari della tipologia originaria e dei materiali utilizzati.
Quest'abitazione è di dimensioni modeste, ha il caratteristico tetto in paglia ed ha l'intonaco esterno fatto con argilla rossa; è proprio per questo che viene chiamato Casone Rosso. 
Gli ambienti originari del Casone, prima delle ristrutturazione, erano solamente quattro; com'era usuale al tempo c'erano la cucina, il ripostiglio e due camerette. Nel 1975 si è deciso di ampliare il Casone, aggiungendo ulteriori stanze.
Per mantenere gli ambienti caldi durante l'inverno e freschi durante l'estate le finestre erano di piccole dimensioni.
Attorno al casone c'è un giardino molto caratteristico e originale, in cui sono poste panchine e altri attrezzi tipici della vita rurale e contadina di un tempo.

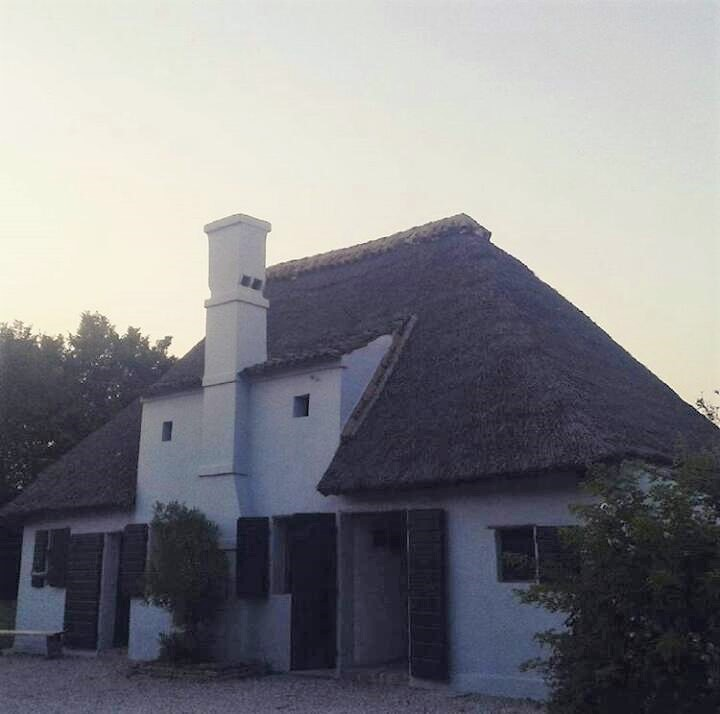
Casone Azzurro di Vallonga, frazione di Arzergrande (Padova)

### Casone Azzurro
Il casone Azzurro è situato a Vallonga, frazione di Arzergrande ed è stato abitato fino a qualche anno fa. Deve il suo nome al colore dell'intonaco esterno ed è stato ristrutturato di recente, nel 2008, dal comune di Arzergrande che ora ne è proprietario e gestore. Il tetto caratteristico è formato da canne palustri unite tutte assieme e poggianti su delle travi. Il sottotetto veniva utilizzato come pagliaio e attraverso una botola comunicava con la stalla che c'era di sotto. 
Le pareti interne sono formate da graticci e pali poi ricoperti di argilla. La calce è l'elemento principale utilizzato per la dipintura; essa forma una crosta eterna ruvida, particolare e caratteristica di ogni casone veneto. 
Vicino al casone azzurro c'è una piccola area verde, in cui è stata costruita la stalla, dal pavimento in terra battuta.

### Casone Ramei

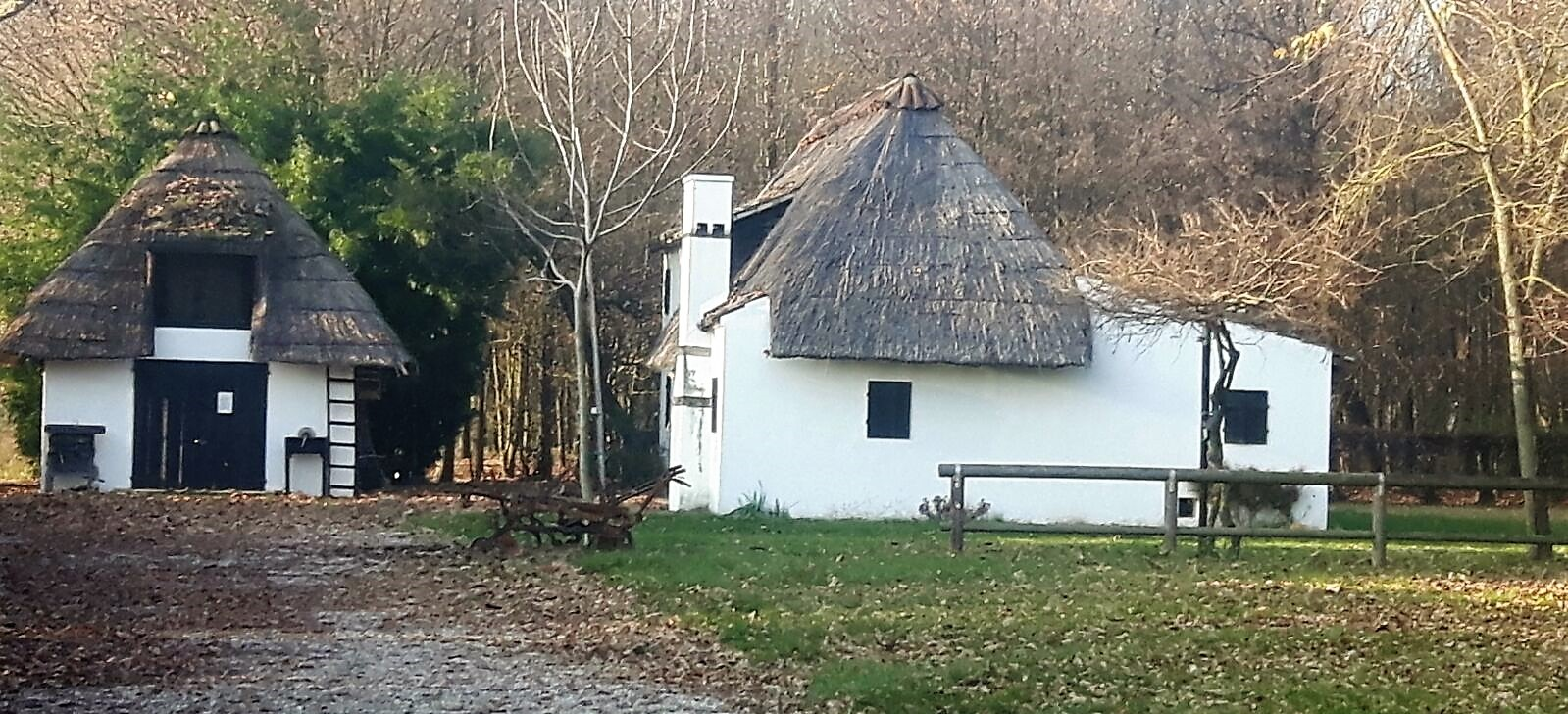
Casone Ramei a Piove di Sacco

Il casone bianco 'Ramei' viene costruito tra la fine del 1800 e l'inizio del 1900. Deve il suo nome alla via in cui è situato a Piove di Sacco. È stato abitato fino alla fine del 1970 circa, quando il comune ha deciso di acquistarlo e occuparsene. Il casone Ramei è formato da cinque ambienti (cucina, stalla, ofﬁcina, camera da letto, stanza per i lavori al telaio). All'interno le stanze sono arredate con elementi caratteristici, oggetti originali e tipici del tempo, della vita rurale e contadina. Attualmente l'edificio è sede del Museo della cultura contadina: durante l'anno propone manifestazione e anche un percorso di visita tra arte e mestieri della comunità contadina.